# クリス・コーラー
クリス・コーラー（Chris Kohler、1980年4月18日 - ）は、テレビゲームのジャーナリストである。また、WIRED、Animerica、Official Nintendo Magazine、1UP.comなどにおいて長年に渡って執筆活動を行っている。2冊の本の著者であり、1冊目はBrady Games出版から発売された「Power-Up: How Japanese Video Games Gave the World an Extra Life（日本語版は「POWER+UP―米国オタクゲーマーの記したニッポンTVゲーム興隆の軌跡」としてコンピュータエージ社から発売）」。そして2冊目はO'Reilly Media出版から発売された「Retro Gaming Hacks」である。
現在、コーラーはカリフォルニア州サンフランシスコに在住しており、WIREDやゲームブログ「Game|Life」の執筆に従事している。
コーラーは日本のカレーライス（特に金沢カレー）のマニアであり、カレーライスに対する思いを語ったコラムも書いている。